# Jérôme Ferrari
Jérôme Ferrari (París, França 1968) professor de literatura i filosofia, traductor i escriptor francès, premi Goncourt de l'any 2012.

## Biografia
Nascut a París de pares corsosva passar la seva infantesa a Vitry-sur-Seine i va estudiar literatura i filosofia a Paris.
Com a professor ha treballat a l'Escola Internacional d'Alger (2002-2007) a l'Escola Fesch d'Ajaccio i com a professor de filosofia al Liceu Francès d'Abu Dhabi (Emirats Arabs), on també va actuar com a conseller pedagògic de la zona, amb la missió de vetllar per la qualitat de l'ensenyament francès en una sèrie de territoris com Qatar, Sri Lanka i l'Iran.
També fa de traductor del cors al francès. i publica un article cada dilluns al diari La Croix-

## Obres
Va començar la seva carrera com a escriptor l'any 2001 amb un recull de notícies " "Varieté de la mort" i l'any 2003 va publicar la primera novel·la, "Aleph Zero" a edicions Albiana (Ajaccio). Posteriorment ha publicat:
- 2007: "Dans le secret"
- 2008: "Balco Atlantico"
- 2009: "Un dieu l"un animal"
- 2010: "Oú j'ai laissé mon âme"
- 2012: "Le sermon sur la chute de Rome" que va ser el 13è llibre més venut a França el 2012 amb un total de 227.800 exemplars.[6] Traduïda al català per Marta Marfany: El sermó de la caiguda de Roma. Ed. La Magrana. Barcelona 2013. ISBN 9788482646350.
- 2017: "Il se passe quelque chose".
- 2018 : "À son image" Traducció al català de Marta Marfany: A imatge seva . Ed. 62. Barcelona 2020.

El 2015 va publicar una novel·la curta, "El Principe" dedicada al físic alemany Werner Heisenberg, premi Nobel de Física de l'any 1932.

## Adaptació al cinema
La seva novel·la " A son image" va ser adaptada al cinema amb el mateix titol, pel director Thierry de Peretti.  S'ha subtitulat al català com : "La fotògrafa corsa".La pel·lícula es va presentar a la Quinzena de Cineastes durant el Festival de Cinema de Canes de 2024.El rodatge va tenir lloc d'agost a novembre de 2023, entre Aiacciu, Tolla, Bastelica i Calvi a Còrsega, així com la capital sèrbia de Belgrad.

## Premis
- 2010: Premi France Télévisions i el Premi Landerneau per "Oú j'ai laissé mon âme"
- 2010: Premi "Grand Prix Poncetton de la SGDL" pel conjunt de la seva obra.[11]
- 2011: Premi Initiales per "Oú j'ai laissé mon âme".
- 2012: Premi Goncourt per la novel·la "Le sermon sur la chute de Rome".[12]
- 2018: Premi "Le Monde" per "À son image".[13]